# 단요촌
단요촌(丹陽村)은 아이치현 니와군에 설치되었던 촌이다. 현재의 이치노미야시 남부에 해당한다.